# Sam Hazeldine
Sam Hazeldine (Hammersmith, Londres; 29 de marzo de 1972) es un actor británico.

## Biografía
Es hijo de los actores James Hazeldine (1947–2002) y Rebecca Moore. Estudió en la Royal Academy of Dramatic Art.

## Filmografía

### Cine
| Año  | Título original                           | Personaje              |
| ---- | ----------------------------------------- | ---------------------- |
| 2004 | Bridget Jones: The Edge of Reason         | Periodista             |
| 2005 | Chromophobia                              | Muso Assistant         |
| 2010 | The Wolfman                               | Horatio                |
| 2011 | Weekender                                 | Maurice                |
| 2012 | The Raven                                 | Ivan                   |
| 2012 | Riot on Redchurch Street                  | Ray Mahoney            |
| 2012 | Dead Mine                                 | Stanley                |
| 2013 | The Machine                               | James                  |
| 2014 | Still                                     | Josh                   |
| 2014 | '71                                       | C.O.                   |
| 2014 | The Monuments Men                         | Colonel Langton        |
| 2016 | Grimsby                                   | Chilcott               |
| 2016 | The Huntsman: Winter's War                | Liefr                  |
| 2016 | Mechanic: Resurrection                    | Riah Crain             |
| 2017 | The Hitman's Bodyguard                    | Garrett                |
| 2018 | Ashes in the Snow                         | Kostas Vilkas          |
| 2018 | Last Supper                               | Vincent                |
| 2019 | Killers Anonymous                         | Senator Kyle           |
| 2020 | Marionette                                | Josh                   |
| 2020 | The Intergalactic Adventures of Max Cloud | Tony                   |
| 2021 | The Last Duel                             | Thomin du Bois         |
| 2021 | The War Below                             | William Hawkin         |
| 2022 | Kira & El Gin                             | Harvey                 |
| 2023 | A Beautiful Imperfection                  | Jamieson               |
| 2024 | Vindicta                                  | SS Officer Otto Becker |

### Series
| Año        | Título original                           | Personaje                    | Notas                     |
| ---------- | ----------------------------------------- | ---------------------------- | ------------------------- |
| 2003       | Prime Suspect                             | DC David Butcher             | 2 episodios               |
| 2004, 2007 | The Bill                                  | Graham Butler / David Latham | 2 episodios               |
| 2004, 2011 | Shameless                                 | Quentin / Mark               | 2 episodios               |
| 2005       | Doctors                                   | Rob Tanner                   | 1 episodio                |
| 2005       | Dalziel and Pascoe                        | Sean Doherty                 | 2 episodios               |
| 2005–2008  | New Tricks                                | Mark                         | 2 episodios               |
| 2006       | Life on Mars                              | Colin Raimes                 | 1 episodio                |
| 2006       | Foyle's War                               | Will Grayson                 | 1 episodio                |
| 2006       | Holby City                                | Philip Jennssen              | 1 episodio                |
| 2006       | Robin Hood                                | Owen                         | 1 episodio                |
| 2007–2008  | Midsomer Murders                          | Simon Dixon                  | 4 episodios               |
| 2008       | City of Vice                              | John Hill                    | 1 episodio                |
| 2008       | Emmerdale                                 | Dr. Roger Elliot             | 1 episodio                |
| 2008       | Heartbeat                                 | Frank Kelly                  | 1 episodio                |
| 2008–2009  | The Kevin Bishop Show                     | Various characters           | 10 episodios              |
| 2009       | Waterloo Road                             | Captain Andy Rigby           | 1 episodio                |
| 2009       | Paradox                                   | Matt Hughes                  | 1 episodio                |
| 2011       | Lewis                                     | Dane Wise                    | 1 episodio                |
| 2012       | Eternal Law                               | Bruno                        | 1 episodio                |
| 2012       | Accused                                   | Ray Dakin                    | 1 episodio                |
| 2013       | Ripper Street                             | George Doggett               | 1 episodio                |
| 2013       | Silent Witness                            | Scott Lambert                | 2 episodios               |
| 2013       | Lightfields                               | Albert Felwood               | 5 episodios               |
| 2013       | The Village                               | Chalcraft                    | 1 episodio                |
| 2014       | Peaky Blinders                            | George Sewell                | 5 episodios               |
| 2014–2015  | Resurrection                              | Caleb Richards               | 5 episodios               |
| 2015       | The Dovekeepers                           | Flavius Silva                | 2 episodios               |
| 2017       | Knightfall                                | Godfrey                      | 3 episodios               |
| 2018       | Requiem                                   | Sean Howell                  | 4 episodios               |
| 2018       | The Innocents                             | John McDaniel                | 8 episodios               |
| 2019       | Temple                                    | Jack Lorean                  | 5 episodios               |
| 2021       | The Witcher                               | Eredin                       | 1 episodio                |
| 2022       | Slow Horses                               | Moe                          | 2 episodios               |
| 2022       | The Sandman                               | Barnaby                      | 2 episodios               |
| 2022       | The Playlist                              | Ken Parks                    |                           |
| 2023       | Rain Dogs                                 | Paul                         | [ 4 ]                     |
| 2024       | Masters of the Air                        | Col. Albert Clark            | Miniseries                |
| 2024       | The Lord of the Rings: The Rings of Power | Adar                         | 8 episodios (2 temporada) |

### Teatro
| Año  | Título original          | Personaje           | Teatro              | Ref.         |
| ---- | ------------------------ | ------------------- | ------------------- | ------------ |
| 2004 | Blues for Mister Charlie | George              | Tricycle Theatre    | [ 5 ]        |
| 2006 | Hamlet                   | Horatio             | Ambassadors Theatre | [ 6 ]        |
| 2007 | Othello                  | Cassio              | Salisbury Playhouse | [ 7 ]        |
| 2007 | Snowbound                | Tom                 | Trafalgar Studios   | [ 7 ]        |
| 2009 | Twelfth Night            | Orsino              | York Theatre Royal  | [ 7 ]        |
| 2009 | The Homecoming           | Lenny               | York Theatre Royal  | [ 7 ]        |
| 2010 | The Gods Weep            | The Soldier/Husband | Hampstead Theatre   | [ 8 ]        |
| 2010 | Ditch                    | Turner              | The Old Vic Tunnels | [ 7 ] [ 9 ]  |
| 2015 | Little Eyolf             | Borgheim            | Almeida Theatre     | [ 7 ]        |
| 2024 | Coriolanus               | Cominius            | National Theatre    | [ 10 ] [ 7 ] |